# CIP/KIP
CIP/KIP（CDK interacting protein/Kinase inhibitory protein）ファミリーは、哺乳類の細胞周期の調節に関与するサイクリン依存性キナーゼ阻害因子（CKI）の2つのファミリーのうちの1つである（もう1つはINK4）。CIP/KIPファミリーは、p21CIP1/WAF1、 p27KIP1、p57KIP2の3つのタンパク質から構成される。これらのタンパク質はN末端ドメインの配列に相同性が存在し、サイクリンとサイクリン依存性キナーゼ（CDK）の双方に結合する。その活性は主にG1/S期CDKとS期CDKへの結合と阻害であるが、G1期CDKであるCDK4とCDK6の活性化にも重要な役割を果たすことが示されている。さらに、CIP/KIPファミリーのメンバーは、転写の調節、アポトーシス、細胞骨格などCDK非依存的な多くの役割も持つことが示されている。

## 細胞周期の進行における役割
CIP/KIPファミリーのタンパク質は、サイクリンD-CDK4/6複合体やサイクリンA/E-CDK2複合体など、さまざまなG1/S期、S期サイクリン-CDK複合体に結合する。CIP/KIPタンパク質はこうした複合体を阻害する役割があると考えられてきたが、CDK2活性を阻害する一方で、サイクリンDとCDK4/6との結合の安定化を促進することでサイクリンD-CDK4/6複合体の活性を活性化している可能性が後に示された。

### サイクリン-CDK2の調節
p27とサイクリンA-CDK2との複合体の結晶構造は1996年に発表された。その構造は、p27がサイクリンAとCDK2の双方と相互作用していることを示していた。さらに、p27はATPを模倣してATP結合部位へ自身を挿入することでATPの結合を防いでいた。この機構は全てのキナーゼ活性を遮断し、下流のRbの高リン酸化、そしてそれに伴うE2F転写因子の放出と細胞周期関連遺伝子の転写を防ぐ。

### サイクリンD-CDK4/6の調節
サイクリンDのCDKに対する親和性は低い。そのため、安定したサイクリンD-CDK4/6の形成には他のタンパク質が必要であると考えられていた。証拠の蓄積によって、CIP/KIPタンパク質がこの安定化に関与していることが示された。最初の証拠は、p27が活性型サイクリンD-CDK4複合体と高頻度で共に免疫沈降されるという観察であった。さらに、p21とp27を欠くマウス胚線維芽細胞ではサイクリンD1のレベルが低く、免疫沈降されたサイクリンD-CDK複合体はキナーゼ活性を持たなかった。こうした影響はp21とp27の再導入によってレスキューされたが、サイクリンD1ではレスキューされなかった。このことは、CIP/KIPタンパク質がサイクリンD-CDKの活性に重要であることを示唆していた。In vitroでは、サイクリンD-CDKのCIP/KIPへの結合はp21とp27だけではなく、p57によっても行われうることが示されている。

### CIP/KIPによるG1/S期の調節のモデル
CIP/KIPタンパク質の役割はCDK2とCDK4/6のどちらに結合しているかによって異なることから、CIP/KIPタンパク質はG1期初期にCDK2複合体に結合して不活性化を行うが、サイクリンDの産生後にCIP/KIPタンパク質は除去され、サイクリンD-CDKの安定化に再利用されるというモデルが提唱されている。この除去の結果、サイクリンA/E-CDK2はRbの高リン酸化によって細胞周期を促進することができるようになる。このモデルは、野生型または触媒活性のないCDK4を発現させると、CIP/KIPタンパク質はサイクリンD-CDK4複合体へ隔離され、サイクリンE-CDK2が活性化されるという結果からも支持されている。この結果は、サイクリンD-CDK複合体がCIP/KIPタンパク質を隔離する能力がCIP/KIPタンパク質のCDK2阻害活性よりも優勢であることを示唆している。

## 細胞周期の進行以外の役割

### アポトーシス
CIP/KIPタンパク質はさまざまな機構でアポトーシスを調節することが示されている。p21とp27の切断によって、CDK2の活性化を介してアポトーシスが促進されることが知られている。p57もアポトーシスを阻害することが示されており、p57欠損マウスでは口蓋裂などさまざまな発生の欠陥や、アポトーシスの増大と関係した腸のさまざまな異常がみられる。
CIP/KIPタンパク質はCDK非依存的な機構でもアポトーシスを調節することが示されている。p57はストレス関連キナーゼであるJNK1/SAPKに結合してその活性を遮断し、JNK1によって調節されるアポトーシスからの保護を行う。

### 転写
CIP/KIPタンパク質はサイクリンD-CDKの安定化と、Rbのリン酸化とE2F転写因子の解放に重要なサイクリン-CDK2複合体の阻害解除を介して、間接的に転写を調節する。CIP/KIPタンパク質は転写因子に直接結合することも示されている。例えば、p27はニューロゲニン2に結合して安定化し、神経前駆細胞の分化を促進することが示されている。

### 細胞骨格
CIP/KIPタンパク質はRho/ROCK/LIMK/コフィリンシグナル伝達を阻害することが示されている。さらに、p27を欠損した線維芽細胞は運動性が低下する。また、p27欠損線維芽細胞はストレスファイバーとフォーカルアドヒージョンが増加する。CIP/KIPタンパク質の運動性に関する役割は特にがんで関心を集めており、p27の調節異常は増殖と運動性の増加をもたらし、浸潤性に寄与している可能性がある。

## がんや他の疾患における役割
CIP/KIPタンパク質はサイクリン依存性キナーゼ阻害因子であるため、がん抑制因子であると考えられてきた。一方、CIP/KIPの機能の完全な喪失はいかなるがんでも観察されていないため、がんの進行におけるCIP/KIPタンパク質の正確な役割の評価は難しい。しかしながら、p27の発現低下は広範囲のがんで観察されており、腫瘍のaggressivenessの増大と関係している。さらに、p27欠損マウスは脳下垂体に腫瘍が自然発生し、発がん性化学物質や放射線照射に対する感受性が高い。また、p27の発現だけでなく、p27の細胞内局在も腫瘍発生に重要な役割を果たすと考えられている。p27の細胞質への局在の増大は多数のがんで観察されており、予後の悪さと関係している。この誤った局在は、がんにおいてp27が細胞周期の進行と運動性の増大を同時に促進することの説明となる可能性がある。同様のモデルは他のCIP/KIPタンパク質についても当てはまる可能性がある。